# Liste de statues équestres de Roumanie
Cet article recense les statues équestres en Roumanie.

## Liste
| Œuvre                                         | Auteur                                              | Commune               | Localisation                            | Notes | Installation | Coordonnées                       | Illustration                              |
| --------------------------------------------- | --------------------------------------------------- | --------------------- | --------------------------------------- | --- | ------------ | --------------------------------- | ----------------------------------------- |
| Statue équestre de Michel Ier (ro)            | Oscar Han                                           | Alba Iulia            |                                         | Michel Ier | 1968         | 46° 04′ 03″ nord, 23° 34′ 16″ est | Image manquante                           |
| Statue équestre d'Étienne III (ro)            | Mircea Ștefănescu                                   | Băcăoani              |                                         | Étienne III | 1975         | 46° 34′ 20″ nord, 27° 47′ 19″ est | Image manquante                           |
| Statue équestre d'Étienne III (ro)            |                                                     | Bacău                 | Piața Ștefan cel Mare                   | Étienne III | 1997         | 46° 34′ 10″ nord, 26° 54′ 39″ est | Statue équestre d'Étienne III (ro)        |
| Statue équestre de Carol Ier (ro)             | Florin Codre (ro)                                   | Bucarest              | Place de la Révolution                  | Carol Ier | 2010         | 44° 26′ 23″ nord, 26° 05′ 49″ est | Statue équestre de Carol Ier (ro)         |
| Statue équestre de Michel Ier (ro)            | Albert-Ernest Carrier-Belleuse                      | Bucarest              | Place de l'université                   | Michel Ier | 1874         | 44° 26′ 06″ nord, 26° 06′ 05″ est | Statue équestre de Michel Ier (ro)        |
| Statue équestre d'Avram Iancu                 | Ion Dimitriu-Bârlad (ro)                            | Câmpeni               | Piața Avram Iancu                       | Avram Iancu | 1927         | 46° 21′ 47″ nord, 23° 03′ 02″ est | Statue équestre d'Avram Iancu             |
| Dragoș et le Bison (ro)                       | Ion Jalea                                           | Câmpulung Moldovenesc |                                         | Dragoș de Moldavie                                                                                             | 1978         | 47° 31′ 43″ nord, 25° 33′ 29″ est | Image manquante                           |
| Monument Matthias Corvin                      | János Fadrusz (ro)                                  | Cluj-Napoca           |                                         | Matthias Ier                                                                                                   | 1902         | 46° 46′ 10″ nord, 23° 35′ 23″ est | Monument Matthias Corvin                  |
| Statue équestre de saint Georges (ro)         | József Rona, d'après Georges et Martin de Cluj (de) | Cluj-Napoca           |                                         | Georges de Lydda. Copie de la statue érigée à Prague (cs)                                                      | 1904         | 46° 46′ 05″ nord, 23° 35′ 43″ est | Statue équestre de saint Georges (ro)     |
| Statue équestre de Michel Ier (ro)            | Marius Butunoiu (ro)                                | Cluj-Napoca           | Place Mihai Viteazul                    | Michel Ier | 1976         | 46° 46′ 28″ nord, 23° 35′ 23″ est | Statue équestre de Michel Ier (ro)        |
| Statue équestre de Décébale                   | Ion Jalea                                           | Deva                  | Piața Victoriei                         | Décébale | 1978         | 45° 52′ 43″ nord, 22° 54′ 09″ est | Image manquante                           |
| Statue équestre d'Alexandre Souvorov (ro)     | Marius Butunoiu (ro)                                | Dumbrăveni            |                                         | Alexandre Souvorov. Première sculpture par Boris Edwards en 1913, détruite pendant la Première Guerre mondiale | 1959         | 45° 32′ 24″ nord, 27° 06′ 22″ est | Statue équestre d'Alexandre Souvorov (ro) |
| Statue équestre de Michel Ier (ro)            | D'après Albert-Ernest Carrier-Belleuse              | Giurgiu               | Parc Mihai Viteazul                     | Michel Ier. Réplique de la statue de Bucarest                                                                  | 2012         | 43° 53′ 59″ nord, 25° 58′ 06″ est | Image manquante                           |
| Cavalier chargeant (ro)                       | Ion Dimitriu-Bârlad (ro)                            | Iași                  | Bd. Carol I, en face du parc Copou (ro) | | 1927         | 47° 10′ 45″ nord, 27° 34′ 07″ est | Cavalier chargeant (ro)                   |
| Statue équestre d'Étienne III (ro)            | Emmanuel Frémiet                                    | Iași                  | Piața Palat                             | Étienne III | 1883         | 47° 10′ nord, 27° 35′ est         | Statue équestre d'Étienne III (ro)        |
| Statue équestre de Michel Ier (ro)            | Ioan Busdugan                                       | Iași                  | Parc des expositions (ro)               | Michel Ier | 2002         | 47° 11′ 11″ nord, 27° 33′ 46″ est | Image manquante                           |
| Statue équestre de Michel Ier (Năvodari) (ro) | D'après Albert-Ernest Carrier-Belleuse              | Năvodari              | Parc Ion Dobre                          | Michel Ier. Réplique de la statue de Bucarest                                                                  | 2011         | 44° 19′ 00″ nord, 28° 36′ 59″ est | Image manquante                           |
| Statue équestre de Michel Ier (ro)            | Alexandru Gheorghiță, Georgeta Caragiu              | Oradea                | Piața Unirii                            | Michel Ier |              | 47° 03′ 18″ nord, 21° 55′ 42″ est | Image manquante                           |
| Statue équestre de Bogdan Ier                 | Marius Butunoiu (ro)                                | Rădăuți               |                                         | Bogdan Ier | 1985         | 47° 50′ 35″ nord, 25° 55′ 06″ est | Statue équestre de Bogdan Ier             |
| Statue équestre d'Étienne III (ro)            | Iftimie Bârleanu (ro)                               | Suceava               | Parc Șipote-Cetate (ro)                 | Étienne III | 1977         | 47° 38′ 36″ nord, 26° 16′ 11″ est | Statue équestre d'Étienne III (ro)        |
| Statue équestre d'Avram Iancu                 | Florin Codre (ro)                                   | Târgu Mureș           | Piața Trandafirilor (ro)                | Avram Iancu | 1978         | 46° 32′ 44″ nord, 24° 33′ 45″ est | Statue équestre d'Avram Iancu             |
| Statue équestre de Mircea Ier                 | Ion Jalea                                           | Tulcea                |                                         | Mircea Ier | 1947         | 45° 10′ 38″ nord, 28° 48′ 16″ est | Image manquante                           |
| Statue équestre de Carol Ier                  | Florin Codre (ro)                                   | Călărași              |                                         | Carol Ier | 2008         | 44° 11′ 32″ nord, 27° 19′ 56″ est | Statue équestre de Carol Ier              |
| Statue équestre de Michel Ier                 | Mihai Marcu                                         | Târgoviște            | Piața Mihai Viteazul                    | Michel Ier | 2001         | 44° 55′ 32″ nord, 25° 27′ 30″ est | Statue équestre de Michel Ier             |